# Pallipattu (Taluk)
Der Taluk Pallipattu (Tamil: பள்ளிப்பட்டு வட்டம்) ist ein Taluk (Subdistrikt) des Distrikts Tiruvallur im indischen Bundesstaat Tamil Nadu. Hauptort ist die namensgebende Stadt Pallipattu.

## Geografie
Der Taluk Pallipattu liegt im Westen des Distrikts Tiruvallur im Norden Tamil Nadus. Er grenzt an den Taluk Tiruttani (Distrikt Tiruvallur) im Osten, die Taluks Arakkonam im Südosten, Wallajah im Süden und Katpadi im Südwesten (alle Distrikt Vellore) sowie im Westen und Norden an den Nachbarbundesstaat Andhra Pradesh.
Der Taluk Pallipattu ist deckungsgleich mit den Blocks Pallipattu und R. K. Pet. Seine Fläche beträgt 343 Quadratkilometer.

## Geschichte
Während der britischen Kolonialzeit gehörte das Gebiet von Pallupattu zum Distrikt Chittoor der Präsidentschaft Madras. Nach der indischen Unabhängigkeit kam Pallipattu 1953 mitsamt dem Distrikt Chittoor zu dem aus dem telugusprachigen Nordteil des Bundesstaates Madras neugegründeten Bundesstaat Andhra (ab 1956 Andhra Pradesh). Wegen seiner überwiegend tamilischen Bevölkerung wurde der Sub-Taluk Pallipattu 1960 aber gemeinsam mit dem Taluk Tiruttani dem mittlerweile nach den Sprachgrenzen des Tamil neuformierten Bundesstaat Madras (1969 umbenannt in Tamil Nadu) zugeschlagen und als Teil des Taluks Tiruttani in den Distrikt Chengalpattu eingegliedert. 1981 wurde der Sub-Taluk Pallipattu zu einem vollwertigen Taluk erhoben. 1997 kam der Taluk durch die Teilung des Distrikts Chengalpattu zum neugegründeten Distrikt Tiruvallur.

## Bevölkerung
Nach der Volkszählung 2011 hat der Taluk Pallipattu 211.689 Einwohner. Davon werden 70,7 Prozent als ländliche und 29,3 Prozent als städtische Bevölkerung klassifiziert. Die Bevölkerungsdichte liegt bei 617 Einwohnern pro Quadratkilometer.

## Städte und Dörfer
Zum Taluk Pallipattu gehören die folgenden Orte:
Städte:
- Pallipattu
- Pothatturpettai

Zensusstädte
- Ammavarikuppam
- Kodivalasa
- Srikalikapuram
- Vanganur

Dörfer:
| - Aswaravanthapuram - Athimanjeri - Devalambapuram - Gollalakuppam - Gowni Puram Chinnasubbaraju Kandigai - Kadananagaram - Karimbedu - Karlambakkam - Keechalam - Kolathur - Konasamudram - Krishnamarajakuppam - Mahankalikapuram | - Meesarakandapuram - Mylarwada - Nedigallu - Nedigallu & Forest - Nediyam - Nochili - Padmapuram - Paivalasa - Pandravedu - Peddanagapudi - Peddaramapuram - Perumanallur - Pettaikandigai | - Rajanagaram - Ramasamudram - Santhanavenugopalapuram - Veliagaram - Venkatarajakuppam - Valakanampudi - Vediyangadu - Veeramangalam - Veeranathur - Vellathur - Venugopalapuram |